# Omega (kyrilliska)
Omega (Ѡ ѡ) är en bokstav som användes i tidiga kyrilliska alfabetet. Bokstavens namn och form härrör från den grekiska bokstaven Omega (Ω ω).
Till skillnad från grekiska, har de slaviska språken hade bara ett enda /o/ ljud, så Omega var lite använt jämfört med bokstaven О (О о), som härstammar från den grekiska bokstaven Omikron. I den äldre ustavskriften (tidig härstamning från uncialskrift), användes Omega främst för sitt numeriska värde av talet "800", Omega var även sällsynt i grekiska lånord. I senare semi-ustav manuskript användes det för dekorativa ändamål, tillsammans med den bredare versionen (Ꙍ ꙍ) samt Runt omega (Ѻ ѻ).
En version av bred omega är (Ѽ ѽ) som används som en interjektion, “O!”. Bokstaven är representerad i Unicode 5.1 med namnet Omega with titlo. 
Modern kyrkslaviska är utformat strikta regler för användningen av dessa bokstavsformer.

## Teckenkoder i datorsammanhang
| Teckenkoder        | Versal: Ѡ                     | Gemen: ѡ                    |
| ------------------ | ----------------------------- | --------------------------- |
| Namn (Unicode)     | CYRILLIC CAPITAL LETTER OMEGA | CYRILLIC SMALL LETTER OMEGA |
| Kodpunkt (Unicode) | U+A64C                        | U+0461                      |
| HTML               | &#1120;                       | &#1121;                     |

| Teckenkoder        | Versal: Ꙍ                           | Gemen: ꙍ                          |
| ------------------ | ----------------------------------- | --------------------------------- |
| Namn (Unicode)     | CYRILLIC CAPITAL LETTER BROAD OMEGA | CYRILLIC SMALL LETTER BROAD OMEGA |
| Kodpunkt (Unicode) | U+0460                              | 1U+A64D                           |
| HTML               | &#42572;                            | &#42573;                          |